# Ayaz
Ayaz (türkisch Frost) ist ein Dorf im Landkreis Serinhisar der türkischen Provinz Denizli. Ayaz liegt etwa 45 km südöstlich der Provinzhauptstadt Denizli und 8 km östlich von Serinhisar. Ayaz hatte laut der letzten Volkszählung 305 Einwohner (Stand Ende Dezember 2010).